# Sur l'eau (roman)
Pour les articles homonymes, voir Sur l'eau.
Sur l'eau (en néerlandais : Over het water) est un roman de H. M. van den Brink (1998), traduit du néerlandais par Anita Concas, (Paris), pour les éditions Gallimard, « Du monde entier », 2000  (ISBN 207075653X). Proposé pour le Generale Bank Literatuurprijs, le Libris Literatuurprijs, l'Independent Foreign Fiction Prize, le prix Femina et le prix Médicis, il est récompensé de l'Euregioprijs.

## Résumé
L'action du roman commence dans un club nautique, juste avant le déclenchement de la Seconde Guerre mondiale, alors que l'Europe retient son souffle, en été 1939. Anton d'un milieu populaire ne se soucie guère des affaires du monde : il retrouve son coéquipier David pour des entraînements d'aviron, un deux sans barreur sur l'Amstel. Son bonheur est fait « de chair, de muscles, de soleil et de bois, d'eau et de pierre ». Tout le roman tourne autour d'une description d'autant plus douloureuse qu'elle évoque la précision et la beauté du mouvement, le goût de l'effort, la perfection de l'eau. Anton ne vit que pour ses sorties sur l'eau pour retrouver cette entente parfaite avec un autre corps, pour une compétition voulue par leur entraîneur allemand qui n'aura jamais lieu. Or cet été sera le dernier, car David est juif.